# Votomita plerocarpa
Votomita plerocarpa là một loài thực vật có hoa trong họ Mua. Loài này được (Morley) Morley miêu tả khoa học đầu tiên năm 1963.